# Хасанов Камаріддін Мухамадійович
Камаріддін Мухамадійович Хасанов (рос. Камариддин Мухамадиевич Хасанов; 26 квітня 1988, Пенджикент, Таджицька РСР, СРСР) — таджицький і російський каратист, тренер міжнародного рівня і боєць змішаних бойових мистецтв (з 2022 року). Учасник Чемпіонату Таджикистану з карате, який посідав шість років поспіль золото, і учасник Чемпіонату світу з карате, де посідав срібло, а також учасник безлічі інших міжнародних і всеросійських змагань. Більш відомий під прізвиськом «Каміл Карате».

## Життєпис
Камаріддін Хасанов народився 26 квітня 1988 року в таджикистанському місті Пенджикент. З 6 років почав займатися спортом, у 15 років переїхав до Росії. На професійному рівні виступає з 2010 року. Камаріддін закінчив РДУФК у 2018 році, має вищу освіту, більш відомий під прізвиськом Каміл Карате.

## Нагороди
- 10-кратний чемпіон Таджикистану з KARATE WKF
- Багаторазовий чемпіон міста Москви з KARATE WKF
- Призер Чемпіонату Європи з KARATE WASK
- Учасник Чемпіонату світу з карате WKF Мадрид 2018
- Срібло на Чемпіонаті світу з KARATE Італія, Рим 2 місце, 2012
- Кубок Росії з карате WUKF 2 місце, 2012
- Чемпіонат Росії з все стильового карате 2 місце, 2015
- Всеросійський турнір з карате WKF 1 місце, 2018, Наро-Фомінськ
- Всеросійський турнір з карате WKF 1 місце, 2018, Одинцово
- Всеросійський турнір з карате WKF 1 місце, 2018, Москва
- Кубок Світу з KARATE WSF 1 місце, 2017, Москва
- Чемпіонат Росії з Косики Карате 1 місце, 2015, Москва
- Міжнародний турнір 1 місце, 2016, 2018, 2020, Білорусь

## Звання
- 3-Дан чорний пояс з Карате-До Шотокан
- Майстер спорту Таджикистану з карате
- Майстер спорту Таджикистану з Карате WKF
- Майстер спорту Росії з Карате WKF